# Marronage
Marronage is het in opstand komen tegen en het vluchten uit slavernij. Dit gebeurde in alle delen van Noord- en Zuid-Amerika waar slavernij heerste: van Brazilië en Peru via Midden-Amerika en het Caraïbisch gebied tot de Verenigde Staten.

## Marrons
Vanaf het allereerste moment dat Afrikanen als slaven naar de Amerika's zijn gebracht, werden pogingen ondernomen om aan het slavenleven te ontsnappen en ver van de plantages een nieuw bestaan te beginnen. Dit bleef doorgaan tot de slavernij tussen 1834 en 1888 is afgeschaft. De ontsnapte slaven werden marrons genoemd, naar het Spaanse woord cimarron, waarmee eerst loslopend of weggelopen vee werd bedoeld, maar dat later ook voor gevluchte slaven werd gebruikt.
Vrijwel in alle gebieden waar sprake was van slavernij, hebben ontsnapte slaven voor korte of langere tijd groepen gevormd. Ze leidden een onafhankelijk bestaan en groeiden uit tot gemeenschappen en volkeren, soms bleven het rondzwervende gezelschappen. Ze werden echter altijd door de koloniale legers achtervolgd en in hun bestaan bedreigd.

## Soorten
Er worden twee soorten marronage onderscheiden: de petit (kleine) en grand (grote) marronage.

### Petit marronage
Met petit marronage worden individuen en kleine groepen bedoeld, die zich aan de slavernij onttrokken zonder dat zij zich meteen in het binnenland vestigden. Vaak was hun afwezigheid tijdelijk, soms als een vorm van werkstaking. In het geval van petit marronage keerden de gevluchte slaven vaak (al dan niet gedwongen) terug naar de plantage. Soms bleven gevluchte slaven slechts enkele dagen weg, soms leefden ze jarenlang aan de randen van het gekoloniseerde gebied.

### Grand marronage
Er is sprake van grand marronnage wanneer groepen gevluchte slaven zich in de onontgonnen, niet-gekoloniseerde binnenlanden verenigden en er eigen gemeenschappen opzetten. Vanuit hun nieuwe gemeenschappen bestookten ze de kolonie en de plantages. Deze acties waren gericht op de bevrijding van slaven en op het verkrijgen van middelen om de groep in stand te houden, zoals werktuigen, zaden en wapens, maar ook vrouwen en kinderen. Deze grand marronage werd door de Europese kolonisten als zeer bedreigend ervaren. Ze vormde een dagelijkse uitdaging voor het systeem waarop het hele koloniale bestaan was gegrondvest en kostte handenvol geld en mensenlevens. Overal – of het nu in Brazilië, Jamaica, Colombia, Cuba of Suriname was – trokken de marrons zich in de meest onherbergzame gebieden terug.

## Dreigingen
Grand en petit marronage leidden tot militaire acties en langdurige achtervolgingscampagnes door de kolonisator, met als doel de gevluchte slaven uit te roeien. De marrons leidden hierdoor een opgejaagd bestaan. Bovendien moesten ze overleven in een omgeving die hen aanvankelijk geheel onbekend was en waartegen ze zich moesten beschermen. Deze dreiging heeft tot een hechte onderlinge band geleid. Dat zich onder de marrons al heel vroeg een sociale organisatie, verwantschap en religieuze systemen hebben ontwikkeld is dan ook hoogstwaarschijnlijk geen toeval.
Vanwege de locaties, maar ook door de houten palissaden en beschermingswallen waarachter ze zich verschansten, was het lastig om de marrons te vervolgen. Bovendien waren de koloniale legers niet ingespeeld op de guerrillatactieken die ze in de strijd hanteerden. In de Spaanse kolonies waren de marronnederzettingen bekend als palenque (palissade). In Brazilië werden ze mocambo of quilombo genoemd.
De petit marronage toont aan hoe moeilijk het leven was voor marrons en hoe schraal het leven in vrijheid was.
In eerste instantie waren het vooral mannen die de slavernij ontvluchtten. Dat de vrouwen in de minderheid waren, had waarschijnlijk te maken met de zorg die zij hadden voor kinderen en ouderen. Hierdoor waren zij minder flexibel. Onder de marrons was er, zeker in het begin, altijd een groot tekort aan vrouwen. Voor het voortbestaan van de groep waren de vrouwen letterlijk van levensbelang en daarom namen marrons van hun tochten naar de plantages vaak vrouwen mee. Dit ging lang niet altijd vrijwillig. Door het harde bestaan keerden vrouwen met hun kinderen soms terug naar de plantages.
Het tekort aan vrouwen leidde onder marrons tot onderlinge conflicten. Overspel met andermans vrouw was dan ook een van de zwaarste vergrijpen in de marrongemeenschappen.